# Wereldkampioenschappen zwemmen 2024
De wereldkampioenschappen zwemmen 2024 werden van 11 tot en met 18 februari 2024 gehouden in de Aspire Dome in Doha, Qatar. Het toernooi was onderdeel van de wereldkampioenschappen zwemsporten 2024.

## Kwalificatie
Een land mocht per afstand twee zwemmers afvaardigen wanneer beiden voldaan hadden aan de A-limiet, en één deelnemer wanneer die minstens had voldaan aan de B-limiet. Landen waarvan geen enkele zwemmer aan de limieten had voldaan mochten per sekse twee deelnemers inschrijven voor het toernooi. Een land kon per estafette maximaal één estafetteploeg inschrijven.

## Programma
| S | Series | ½ | Halve finales | F | Finale |

| Ochtendsessie | vanaf 9:30 (lokale tijd) | Avondsessie | vanaf 19:00 (lokale tijd) |

Mannen
| Onderdeel           | Februari | Februari | Februari | Februari | Februari | Februari | Februari | Februari | Februari | Februari | Februari | Februari | Februari | Februari | Februari | Februari |
| Onderdeel           | 11       | 11       | 12       | 12       | 13       | 13       | 14       | 14       | 15       | 15       | 16       | 16       | 17       | 17       | 18       | 18       |
| ------------------- | -------- | -------- | -------- | -------- | -------- | -------- | -------- | -------- | -------- | -------- | -------- | -------- | -------- | -------- | -------- | -------- |
| 50m vrije slag      |          |          |          |          |          |          |          |          |          |          | S        | ½        |          | F        |          |          |
| 100m vrije slag     |          |          |          |          |          |          | S        | ½        |          | F        |          |          |          |          |          |          |
| 200m vrije slag     |          |          | S        | ½        |          | F        |          |          |          |          |          |          |          |          |          |          |
| 400m vrije slag     | S        | F        |          |          |          |          |          |          |          |          |          |          |          |          |          |          |
| 800m vrije slag     |          |          |          |          | S        |          |          | F        |          |          |          |          |          |          |          |          |
| 1500m vrije slag    |          |          |          |          |          |          |          |          |          |          |          |          | S        |          |          | F        |
| 50m rugslag         |          |          |          |          |          |          |          |          |          |          |          |          | S        | ½        |          | F        |
| 100m rugslag        |          |          | S        | ½        |          | F        |          |          |          |          |          |          |          |          |          |          |
| 200m rugslag        |          |          |          |          |          |          |          |          | S        | ½        |          | F        |          |          |          |          |
| 50m schoolslag      |          |          |          |          | S        | ½        |          | F        |          |          |          |          |          |          |          |          |
| 100m schoolslag     | S        | ½        |          | F        |          |          |          |          |          |          |          |          |          |          |          |          |
| 200m schoolslag     |          |          |          |          |          |          |          |          | S        | ½        |          | F        |          |          |          |          |
| 50m vlinderslag     | S        | ½        |          | F        |          |          |          |          |          |          |          |          |          |          |          |          |
| 100m vlinderslag    |          |          |          |          |          |          |          |          |          |          | S        | ½        |          | F        |          |          |
| 200m vlinderslag    |          |          |          |          | S        | ½        |          | F        |          |          |          |          |          |          |          |          |
| 200m wisselslag     |          |          |          |          |          |          | S        | ½        |          | F        |          |          |          |          |          |          |
| 400m wisselslag     |          |          |          |          |          |          |          |          |          |          |          |          |          |          | S        | F        |
| 4 × 100m vrije slag | S        | F        |          |          |          |          |          |          |          |          |          |          |          |          |          |          |
| 4 × 200m vrije slag |          |          |          |          |          |          |          |          |          |          | S        | F        |          |          |          |          |
| 4 × 100m wisselslag |          |          |          |          |          |          |          |          |          |          |          |          |          |          | S        | F        |

Gemengd
| Onderdeel           | Februari | Februari | Februari | Februari | Februari | Februari | Februari | Februari | Februari | Februari | Februari | Februari | Februari | Februari | Februari | Februari |
| Onderdeel           | 11       | 11       | 12       | 12       | 13       | 13       | 14       | 14       | 15       | 15       | 16       | 16       | 17       | 17       | 18       | 18       |
| ------------------- | -------- | -------- | -------- | -------- | -------- | -------- | -------- | -------- | -------- | -------- | -------- | -------- | -------- | -------- | -------- | -------- |
| 4 × 100m vrije slag |          |          |          |          |          |          |          |          |          |          |          |          | S        | F        |          |          |
| 4 × 100m wisselslag |          |          |          |          |          |          | S        | F        |          |          |          |          |          |          |          |          |

Vrouwen
| Onderdeel           | Februari | Februari | Februari | Februari | Februari | Februari | Februari | Februari | Februari | Februari | Februari | Februari | Februari | Februari | Februari | Februari |
| Onderdeel           | 11       | 11       | 12       | 12       | 13       | 13       | 14       | 14       | 15       | 15       | 16       | 16       | 17       | 17       | 18       | 18       |
| ------------------- | -------- | -------- | -------- | -------- | -------- | -------- | -------- | -------- | -------- | -------- | -------- | -------- | -------- | -------- | -------- | -------- |
| 50m vrije slag      |          |          |          |          |          |          |          |          |          |          |          |          | S        | ½        |          | F        |
| 100m vrije slag     |          |          |          |          |          |          |          |          | S        | ½        |          | F        |          |          |          |          |
| 200m vrije slag     |          |          |          |          | S        | ½        |          | F        |          |          |          |          |          |          |          |          |
| 400m vrije slag     | S        | F        |          |          |          |          |          |          |          |          |          |          |          |          |          |          |
| 800m vrije slag     |          |          |          |          |          |          |          |          |          |          | S        |          |          | F        |          |          |
| 1500m vrije slag    |          |          | S        |          |          | F        |          |          |          |          |          |          |          |          |          |          |
| 50m rugslag         |          |          |          |          |          |          | S        | ½        |          | F        |          |          |          |          |          |          |
| 100m rugslag        |          |          | S        | ½        |          | F        |          |          |          |          |          |          |          |          |          |          |
| 200m rugslag        |          |          |          |          |          |          |          |          |          |          | S        | ½        |          | F        |          |          |
| 50m schoolslag      |          |          |          |          |          |          |          |          |          |          |          |          | S        | ½        |          | F        |
| 100m schoolslag     |          |          | S        | ½        |          | F        |          |          |          |          |          |          |          |          |          |          |
| 200m schoolslag     |          |          |          |          |          |          |          |          | S        | ½        |          | F        |          |          |          |          |
| 50m vlinderslag     |          |          |          |          |          |          |          |          |          |          | S        | ½        |          | F        |          |          |
| 100m vlinderslag    | S        | ½        |          | F        |          |          |          |          |          |          |          |          |          |          |          |          |
| 200m vlinderslag    |          |          |          |          |          |          | S        | ½        |          | F        |          |          |          |          |          |          |
| 200m wisselslag     | S        | ½        |          | F        |          |          |          |          |          |          |          |          |          |          |          |          |
| 400m wisselslag     |          |          |          |          |          |          |          |          |          |          |          |          |          |          | S        | F        |
| 4 × 100m vrije slag | S        | F        |          |          |          |          |          |          |          |          |          |          |          |          |          |          |
| 4 × 200m vrije slag |          |          |          |          |          |          |          |          | S        | F        |          |          |          |          |          |          |
| 4 × 100m wisselslag |          |          |          |          |          |          |          |          |          |          |          |          |          |          | S        | F        |

## Medailles
Legenda
- WR = Wereldrecord
- CR = Kampioenschapsrecord

### Mannen
| Onderdeel            | Goud | Goud        | Zilver | Zilver     | Brons | Brons    |
| -------------------- | --- | ----------- | --- | ---------- | --- | -------- |
| Vrije slag           | |             | |            | |          |
| 50 m                 | Vladislav Boechov Oekraïne | 21,44       | Cameron McEvoy Australië                                                                                                  | 21,45      | Ben Proud Verenigd Koninkrijk | 21,53    |
| 100 m                | Pan Zhanle China | 47,53       | Alessandro Miressi Italië                                                                                                 | 47,72      | Nándor Németh Hongarije | 47,78    |
| 200 m                | Hwang Sun-woo Zuid-Korea | 1.44,75     | Danas Rapšys Litouwen | 1.45,05    | Luke Hobson Verenigde Staten | 1.45,26  |
| 400 m                | Kim Woo-min Zuid-Korea | 3.42,71     | Elijah Winnington Australië                                                                                               | 3.42,86    | Lukas Märtens Duitsland | 3.42,96  |
| 800 m                | Daniel Wiffen Ierland | 7.40,94     | Elijah Winnington Australië                                                                                               | 7.42,95    | Gregorio Paltrinieri Italië | 7.42,98  |
| 1500 m               | Daniel Wiffen Ierland | 14.34,07 NR | Florian Wellbrock Duitsland                                                                                               | 14.44,61   | David Aubry Frankrijk | 14.44,85 |
| Rugslag              | |             | |            | |          |
| 50 m                 | Isaac Cooper Australië | 24,13       | Hunter Armstrong Verenigde Staten                                                                                         | 24,33      | Ksawery Masiuk Polen | 24,44    |
| 100 m                | Hunter Armstrong Verenigde Staten | 52,68       | Hugo González Spanje | 52,70      | Apostolos Christou Griekenland | 53,36    |
| 200 m                | Hugo González Spanje | 1.55,30     | Roman Mityukov Zwitserland                                                                                                | 1.55,40    | Pieter Coetze Zuid-Afrika | 1.55,99  |
| Schoolslag           | |             | |            | |          |
| 50 m                 | Sam Williamson Australië | 26,32 AR    | Nicolò Martinenghi Italië                                                                                                 | 26,39      | Nic Fink Verenigde Staten | 26,49    |
| 100 m                | Nic Fink Verenigde Staten | 58,57       | Nicolò Martinenghi Italië                                                                                                 | 58,84      | Adam Peaty Verenigd Koninkrijk | 59,10    |
| 200 m                | Dong Zhihao China | 2.07,94     | Caspar Corbeau Nederland                                                                                                  | 2.08,24    | Nic Fink Verenigde Staten | 2.08,85  |
| Vlinderslag          | |             | |            | |          |
| 50 m                 | Diogo Ribeiro Portugal | 22,97       | Michael Andrew Verenigde Staten\|                                                                                         | 23,07      | Cameron McEvoy Australië | 23,08    |
| 100 m                | Diogo Ribeiro Portugal | 51,17       | Simon Bucher Oostenrijk                                                                                                   | 51,28      | Jakub Majerski Polen | 51,32    |
| 200 m                | Tomoru Honda Japan | 1.53,88     | Alberto Razzetti Italië                                                                                                   | 1.54,65    | Martin Espernberger Oostenrijk | 1.55,16  |
| Wisselslag           | |             | |            | |          |
| 200 m                | Finlay Knox Canada | 1.56,64     | Carson Foster Verenigde Staten                                                                                            | 1.56,97    | Alberto Razzetti Italië | 1.57,42  |
| 400 m                | Lewis Clareburt Nieuw-Zeeland | 4.09,72     | Max Litchfield Verenigd Koninkrijk                                                                                        | 4.10,40    | Daiya Seto Japan | 4.12,51  |
| Vrije slag estafette | |             | |            | |          |
| 4×100 m              | China Pan Zhanle (46,80) WR Ji Xinjie (48,18) Zhang Zhanshuo (48,63) Wang Haoyu (47,47)                                                            | 3.11,08     | Italië Alessandro Miressi (47,90) Lorenzo Zazzeri (47,99) Paolo Conte Bonin (47,83) Manuel Frigo (48,36) Leonardo Deplano | 3.12,08    | Verenigde Staten Matt King (48,02) Shaine Casas (48,47) Luke Hobson (47,68) Carson Foster (48,12) Hunter Armstrong Jack Aikins                     | 3.12,29  |
| 4×200 m              | China Ji Xinjie (1.46,45) Wang Haoyu (1.45,69) Pan Zhanle (1.43,90) Zhang Zhanshuo (1.45,80)                                                       | 7.01,84     | Zuid-Korea Yang Jae-hoon (1.47,78) Kim Woo-min (1.44,93) Lee Ho-joon (1.45,47) Hwang Sun-woo (1.43,76) Lee Yoo-yeon       | 7.01,94    | Verenigde Staten Luke Hobson (1.45,26) Carson Foster (1.43,94) Hunter Armstrong (1.45,73) David Johnston (1.47,15) Shaine Casas                    | 7.02,08  |
| Wisselslagestafette  | |             | |            | |          |
| 4×100 m              | Verenigde Staten Hunter Armstrong (53,15) Nic Fink (58,20) Zach Harting (51,13) Matt King (47,32) Jack Aikins Jake Foster Shaine Casas Luke Hobson | 3.29,30     | Nederland Kai van Westering (53,84) Arno Kamminga (58,23) Nyls Korstanje (51,12) Stan Pijnenburg (48,04) Caspar Corbeau   | 3.31,23 NR | Italië Michele Lamberti (54,28) Nicolò Martinenghi (57,97) Gianmarco Sansone (52,14) Alessandro Miressi (47,20) Ludovico Viberti Federico Burdisso | 3.31,59  |

### Vrouwen
| Onderdeel            | Goud | Goud       | Zilver | Zilver   | Brons | Brons    |
| -------------------- | --- | ---------- | --- | -------- | --- | -------- |
| Vrije slag           | |            | |          | |          |
| 50 m                 | Sarah Sjöström Zweden | 23,69      | Kate Douglass Verenigde Staten                                                                                         | 23,91 Ar | Katarzyna Wasick Polen | 23,95 NR |
| 100 m                | Marrit Steenbergen Nederland | 52,26 NR   | Siobhán Haughey Hongkong                                                                                               | 52,56    | Shayna Jack Australië | 52,83    |
| 200 m                | Siobhán Haughey Hongkong | 1.54,89    | Erika Fairweather Nieuw-Zeeland                                                                                        | 1.55,77  | Brianna Throssell Australië                                                                                                | 1.56,00  |
| 400 m                | Erika Fairweather Nieuw-Zeeland | 3.59,44    | Li Bingjie China | 4.01,62  | Isabel Marie Gose Duitsland                                                                                                | 4.02,39  |
| 800 m                | Simona Quadarella Italië | 8.17,44    | Isabel Marie Gose Duitsland                                                                                            | 8.17,53  | Erika Fairweather Nieuw-Zeeland                                                                                            | 8.22,26  |
| 1500 m               | Simona Quadarella Italië | 15.46,99   | Li Bingjie China | 15.56,62 | Isabel Marie Gose Duitsland                                                                                                | 15.57,55 |
| Rugslag              | |            | |          | |          |
| 50 m                 | Claire Curzan Verenigde Staten | 27,43      | Iona Anderson Australië                                                                                                | 27,45    | Ingrid Wilm Canada | 27,61    |
| 100 m                | Claire Curzan Verenigde Staten | 58,29      | Iona Anderson Australië                                                                                                | 59,12    | Ingrid Wilm Canada | 59,18    |
| 200 m                | Claire Curzan Verenigde Staten | 2.05,57    | Jaclyn Barclay Australië                                                                                               | 2.07,03  | Anastasia Sjkoerdai Neutrale vlag                                                                                          | 2.09,09  |
| Schoolslag           | |            | |          | |          |
| 50 m                 | Rūta Meilutytė Litouwen | 29,40      | Tang Qianting China | 29,51 AR | Benedetta Pilato Italië | 30,01    |
| 100 m                | Tang Qianting China | 1.05,27    | Tes Schouten Nederland                                                                                                 | 1.05,82  | Siobhán Haughey Hongkong                                                                                                   | 1.05,92  |
| 200 m                | Tes Schouten Nederland | 2.19,81 NR | Kate Douglass Verenigde Staten                                                                                         | 2.20,91  | Sydney Pickrem Canada | 2.22,94  |
| Vlinderslag          | |            | |          | |          |
| 50 m                 | Sarah Sjöström Zweden | 24,63      | Melanie Henique Frankrijk                                                                                              | 24,44    | Farida Osman Egypte | 24,67    |
| 100 m                | Angelina Köhler Duitsland | 56,28      | Claire Curzan Verenigde Staten                                                                                         | 56,61    | Louise Hansson Zweden | 56,94    |
| 200 m                | Laura Stephens Verenigd Koninkrijk | 2.07,35    | Helena Rosendahl Bach Denemarken                                                                                       | 2.07,44  | Lana Pudar Bosnië en Herzegovina                                                                                           | 2.07,92  |
| Wisselslag           | |            | |          | |          |
| 200 m                | Kate Douglass Verenigde Staten | 2.07,05    | Sydney Pickrem Canada                                                                                                  | 2.08,56  | Yu Yiting China | 2.09,01  |
| 400 m                | Freya Colbert Verenigd Koninkrijk | 4.37,14    | Anastasia Gorbenko Israël                                                                                              | 4.37,36  | Sara Franceschi Italië | 4.37,86  |
| Vrije slag estafette | |            | |          | |          |
| 4×100 m              | Nederland Kim Busch (55,21) Janna van Kooten (55,24) Kira Toussaint (53,81) Marrit Steenbergen (52,35) Milou van Wijk                  | 3.36,61    | Australië Brianna Throssell (54,29) Alexandria Perkins (55,02) Abbey Harkin (54,98) Shayna Jack (52,64) Jaclyn Barclay | 3.36,93  | Canada Rebecca Smith (54,93) Sarah Fournier (55,28) Katerine Savard (54,48) Taylor Ruck (53,26) Ella Jansen                | 3.37,95  |
| 4×200 m              | China Ai Yanhan (1.57,65) Gong Zhenqi (1.58,84) Li Bingjie (1.54,59) Yang Peiqi (1.56,18) Ma Yonghui                                   | 7.47,26    | Verenigd Koninkrijk Freya Colbert (1.57,14) Abbie Wood (1.56,65) Lucy Hope (1.58,71) Medi Harris (1.58,40)             | 7.50,90  | Australië Brianna Throssell (1.56,87) Shayna Jack (1.57,61) Abbey Harkin (1.58,92) Kiah Melverton (1.58,01) Jaclyn Barclay | 7.51,41  |
| Wisselslagestafette  | |            | |          | |          |
| 4×100 m              | Australië Iona Anderson (59,20) Abbey Harkin (1.07,21) Brianna Throssell (56,86) Shayna Jack (52,71) Jaclyn Barclay Alexandria Perkins | 3.55,98    | Zweden Louise Hansson (59,93) Sophie Hansson (1.06,18) Sarah Sjöström (56,11) Michelle Coleman (54,13) Hanna Rosvall   | 3.56,35  | Canada Ingrid Wilm (58,95) Sophie Angus (1.06,24) Rebecca Smith (58,28) Taylor Ruck (52,96) Sydney Pickrem Katerine Savard | 3.56,43  |

### Gemengd
| Onderdeel            | Goud | Goud       | Zilver | Zilver  | Brons | Brons   |
| -------------------- | --- | ---------- | --- | ------- | --- | ------- |
| Vrije slag estafette | |            | |         | |         |
| 4×100 m              | China Pan Zhanle (47,29) Wang Haoyu (47,41) Li Bingjie (53,11) Yu Yiting (53,37) Ji Xinjie Ai Yanhan                                                           | 3.21,18 AR | Australië Kai Taylor (48,01) Jack Cartwright (47,90) Shayna Jack (52,38) Brianna Throssell (53,49) Alexandria Perkins Abbey Harkin      | 3.21,78 | Verenigde Staten Hunter Armstrong (47,83) Matt King (47,78) Claire Curzan (53,82) Kate Douglass (52,85) Luke Hobson Jack Aikins Addison Sauickie Kayla Han | 3.22,28 |
| Wisselslagestafette  | |            | |         | |         |
| 4×100 m              | Verenigde Staten Hunter Armstrong (53,07) Nic Fink (58,27) Claire Curzan (56,54) Kate Douglass (52,34) Jack Aikins Jake Foster Rachel Klinker Addison Sauickie | 3.40,22    | Australië Bradley Woodward (53,92) Sam Williamson (59,54) Brianna Throssell (57,22) Shayna Jack (52,44) Alexandria Perkins Abbey Harkin | 3.43,12 | Verenigd Koninkrijk Medi Harris (1.00,28) Adam Peaty (59,42) Matthew Richards (52,87) Anna Hopkin (52,52) James Wilby Duncan Scott                         | 3.45,09 |

### Medaillespiegel
| Plaats | Land                | Goud | Zilver | Brons | Totaal |
| 1      | Verenigde Staten    | 8    | 6      | 6     | 20     |
| 2      | China               | 7    | 3      | 1     | 11     |
| 3      | Australië           | 3    | 9      | 4     | 16     |
| 4      | Nederland           | 3    | 3      | 0     | 6      |
| 5      | Italië              | 2    | 5      | 5     | 12     |
| 6      | Verenigd Koninkrijk | 2    | 2      | 3     | 7      |
| 7      | Nieuw-Zeeland       | 2    | 1      | 1     | 4      |
| 7      | Zweden              | 2    | 1      | 1     | 4      |
| 9      | Zuid-Korea          | 2    | 1      | 0     | 3      |
| 10     | Ierland             | 2    | 0      | 0     | 2      |
| 10     | Portugal            | 2    | 0      | 0     | 2      |
| 12     | Duitsland           | 1    | 2      | 3     | 6      |
| 13     | Canada              | 1    | 1      | 5     | 7      |
| 14     | Hongkong            | 1    | 1      | 1     | 3      |
| 15     | Litouwen            | 1    | 1      | 0     | 2      |
| 15     | Spanje              | 1    | 1      | 0     | 2      |
| 17     | Japan               | 1    | 0      | 1     | 2      |
| 18     | Oekraïne            | 1    | 0      | 0     | 1      |
| 19     | Oostenrijk          | 0    | 1      | 1     | 2      |
| 19     | Frankrijk           | 0    | 1      | 1     | 2      |
| 21     | Denemarken          | 0    | 1      | 0     | 1      |
| 21     | Israël              | 0    | 1      | 0     | 2      |
| 21     | Zwitserland         | 0    | 1      | 0     | 1      |
| 24     | Polen               | 0    | 0      | 3     | 3      |
| 25     | Bahrein             | 0    | 0      | 1     | 1      |
| 25     | Egypte              | 0    | 0      | 1     | 1      |
| 25     | Griekenland         | 0    | 0      | 1     | 1      |
| 25     | Hongarije           | 0    | 0      | 1     | 1      |
| 25     | Neutrale vlag       | 0    | 0      | 1     | 1      |
| 25     | Zuid-Afrika         | 0    | 0      | 1     | 1      |
| Totaal | Totaal              | 42   | 42     | 42    | 126    |